# کاربید بور

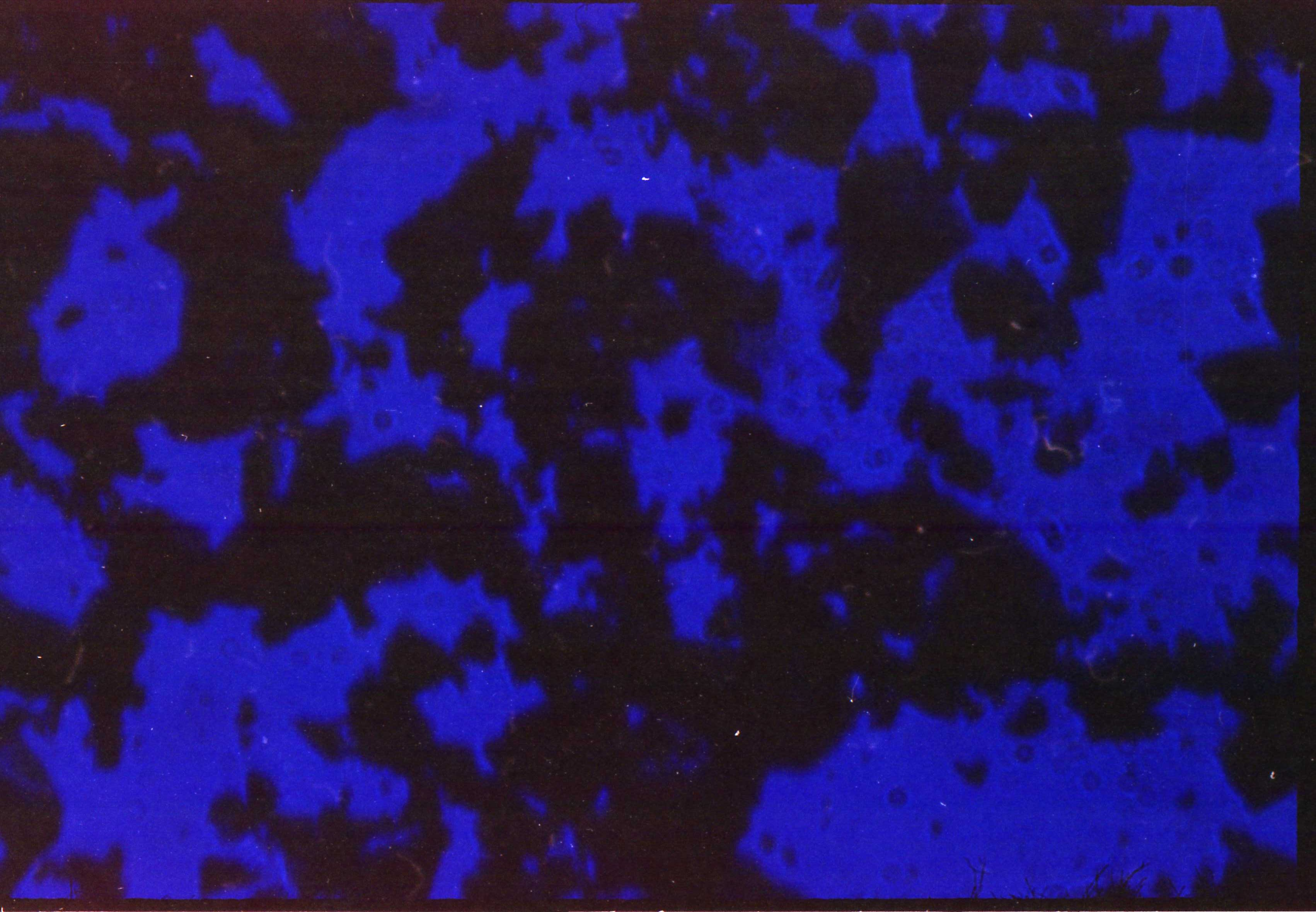
کاربید بور در عبور نور ماورا بنفش

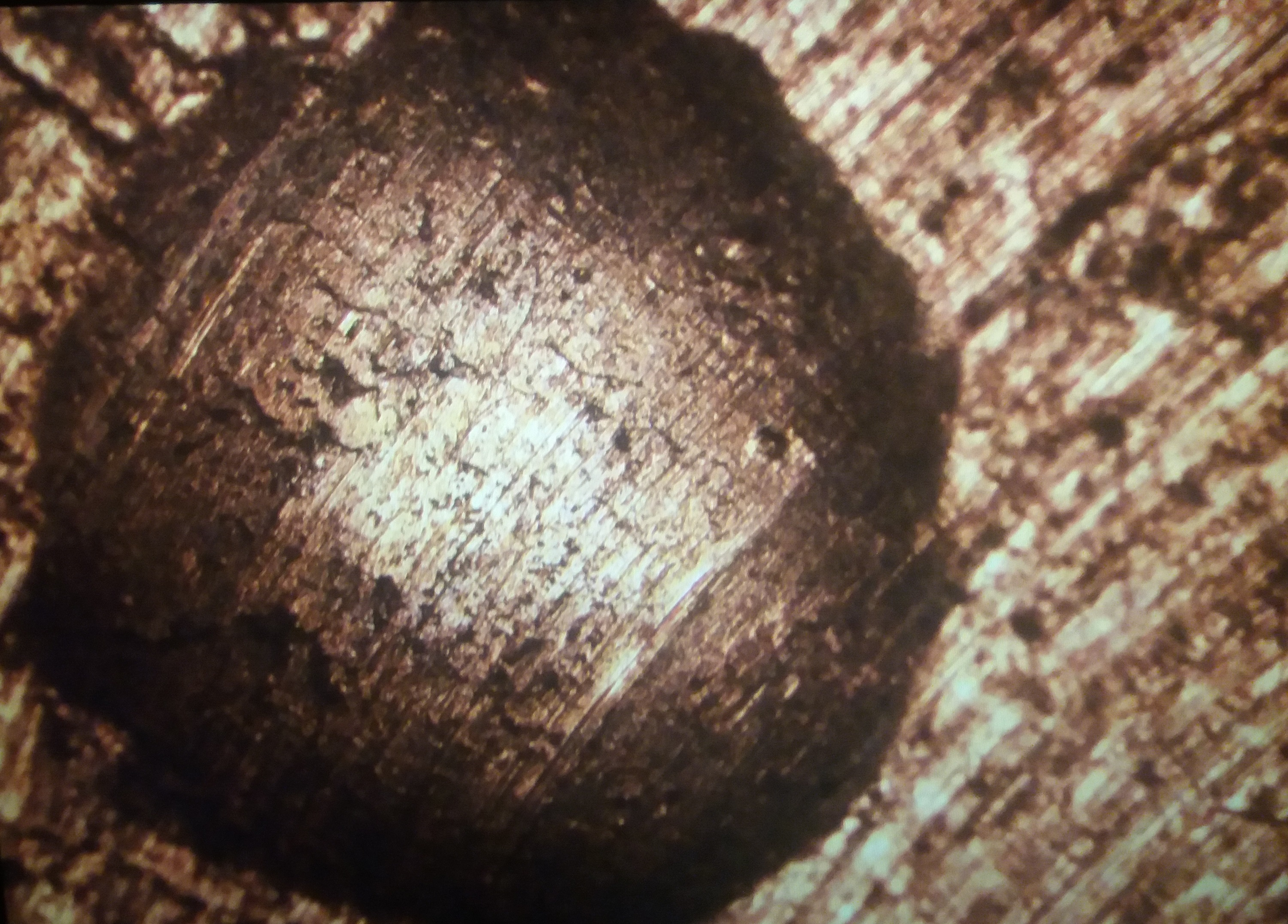
سایش کامپوزیت آلومینیوم_کاربید بور

کاربید بور (به انگلیسی: Boron carbide) با فرمول شیمیایی B4C یک ترکیب شیمیایی است. که جرم مولی آن 55.255 g/mol می‌باشد. شکل ظاهری این ترکیب، خاکستری تیره یا پودر سیاه بی‌بو است.
تقویت ذرات نانو اندازه B4C با کسر حجمی 15،10،5 درصد (%) در Al خالص از نظر افزایش برتری نشان می دهد سختی، سایش و مقاومت فشاری به دلیل پرس گرم در این تکنیک استفاده می شود. مشاهده می شود که کسر حجمی 15 درصد نانو B4C نتایج بهینه را با افزایش سختی از 33HV به 164HV همراه با فشار قدرت از 130 MPa تا 485 MPa دارد. تغییر فاز ماتریس از Al تا AlCuMg همان توپ کامپوزیت تقویت شده نانو B4C آسیاب شده برای مدت زمان های مختلف 0.5، 1، 3، 6، 10، 15، 20، 25 ساعت گرم و کامپوزیت ها در دمای 560 درجه سانتیگراد در 300 مگاپاسکال فشرده می شوند و تراکم پایینی را نشان می دهند که به مدت 25 ساعت آسیاب می شوند، هنگام مقایسه سختی افزایش یافت به آلیاژ پایه، کامپوزیت ها با کسر حجمی 10 درصد B4C و آسیاب شده به مدت 6 ساعت استحکام کششی برتر 332 مگاپاسکال را نشان می دهد.در حالی که عملیات آسیاب گلوله ای وجود تقویت کننده های سخت سرامیکی B4C در فاز ماتریس Al به عملیات آسیاب موثر کمک می کند. سخت شدن کرنش ذرات Al و شکست به طور موثر انجام می شود منجر به کاهش اندازه ذرات با سرعت بسیار بیشتر می شود. به بهبود استحکام کامپوزیت و ساخت کامپوزیت پس از پخت، کیفیت فشرده، قوی تر است. باید در حین مطالعه تراکم پذیری لازم باشد. نتایج پودرهای کامپوزیت نشان می دهد که با افزایش کسر حجمی آرماتورها، ماهیت تراکم پذیری پودرهای کامپوزیت کاهش می یابد. ماهیت شکل پذیری نیز مهم است ویژگی برای یک ماده که در زمینه کاربرد استفاده می شود اما اضافه می شود تقویت‌کننده‌های سرامیکی سخت و شکننده مواد کامپوزیت را می‌سازند رابط های شکننده و شکل گرفته با مواد ماتریس به عنوان مانعی برای حرکت جابجایی عمل می کند که تغییر شکل مواد را کمتر می کند. و عامل دیگری که بر ماهیت شکل پذیری تأثیر می گذارد، تفاوت بود. در ضریب انبساط حرارتی بین ماتریس و تقویت‌کننده‌ها، در حالی که فرآیند تف جوشی این اختلاف ضریب انبساط حرارتی، چگالی نابجایی را در مناطق مشترک افزایش می‌دهد. که رشد دانه های Al مجاور را دشوار می کند که منجر به مکانیسم تقویت دررفتگی می شود. توزیع آرماتور ذرات نقش مهمی در استحکام مواد کامپوزیت ایفا می‌کنند، عموماً از آسیاب گلوله‌ای برای توزیع یکنواخت آرماتور در فاز ماتریس استفاده می‌شود. فرآیند تشکیل نیمه جامد پودر که مزایای هر دو را دارد شکل دهی نیمه جامد و متالورژی پودر و همچنین اثر اندازه ذرات تقویت کننده، کسر حجمی و فشار تراکم مورد تجزیه و تحلیل قرار گرفت، نتایج نشان می دهد که توزیع یکنواخت بوده است. به دست آمده در مورد اندازه ذرات تقویت کننده بیشتر از ماتریس است فاز، کامپوزیت های تکه تکه شده با حجم بالای 10 درصد سطوح تخلخل بالایی را نشان می دهد. برای پی بردن به تبدیل فاز و اثر کامپوزیت های لایه ای ساخته شده و همگن با خلاء تهیه شد. فرآیند زینترینگ پرس گرم در دمای 680 درجه سانتیگراد به مدت 90 دقیقه با یک تف جوشی فشار 30 مگاپاسکال و برای آنالیز تبدیل فاز درجا آنالیز XRD انجام شد، نتایج نشان می‌دهد که نتایج بهینه برای لایه لایه با سختی ویکرز به دست آمده است. 116Hv، مقاومت خمشی 780 مگاپاسکال و چقرمگی شکست 12.21 Mpa.m(^-1/2) . اندازه ذرات 10میلی متر تقویت شده در 100 میلی متر آلیاژ ماتریس اندازه ذرات AA6061 با کسر حجمی 5، 10، 15، 20 درصد وزنی کاهش و افزایش چقرمگی شکست را نشان می دهد در سختی با کسر حجمی افزایش یافته، کامپوزیت ها با 5% محتوای B4C بهترین مقاومت کششی و گسیختگی عرضی را نشان می دهد و 10% محتوای B4C بهترین چقرمگی شکست را نشان می دهد.
تف جوشی ریز موج کامپوزیت های Al/B4C با کسر حجمی 10، 15، 20 درصد، مقادیر سختی افزایش یافته را نشان می دهد و بهترین آن  20% تقویت شده است در دمای 850 درجه سانتیگراد، تغییر در دمای پخت در دماهای مختلف 650، 750، 850 و 950 درجه سانتیگراد بهترین مقاومت خمشی و فشاری 238 مگاپاسکال و 330 مگاپاسکال برای کامپوزیت های پخت شده در 950 و 750 درجه سانتیگراد. کامپوزیت های AA6061 تقویت شده B4C به دلیل نسبت استحکام به وزن بالا و قابلیت جذب نوترون در حفاظ نوترونی استفاده شد. کامپوزیت تکه تکه شده حجمی 30 درصد برای بررسی تغییرات آن اکسترود و نورد شد، مشاهده شد که تغییر شکل توسط نورد منجر به افزایش تبلور مجدد دینامیک، ذرات B4C می شود و فرآیند تبلور مجدد پویا را تحریک می کند که مانع رشد دانه می شود که باعث می شود مواد کامپوزیت دارای مقادیر کرنش تا شکست کم باشند.
محصولات واکنش مشاهده شده عبارتند از: AlB2، AlB12، Al3BC. Al و B4C واکنش‌دهنده‌ها در حالی که فرآیندهای تف جوشی محصولات اولیه AlB12 و Al3BC را تشکیل می‌دهند واکنش نشان می‌دهند، سپس AlB12 با فاز ماتریس Al واکنش می‌دهد. فاز AlB2 تولید شد در ماتریس [12،16،35]. افزودن تیتانیوم در  مذاب همراه با ذرات B4C باعث افزایش توانایی خیس شدن می شود بین ماتریس Al و ذرات B4C با تشکیل لایه های نازک TiB یا TiC در اطراف ذرات تقویت کننده B4C. در این دسته زیرکونیوم و اسکاندیم [4،34]، تشکیل شد رسوباتی که ماهیت کاتدی دارند نیز منجر به انحلال می شود. 
همانطور که B4C کاربردهای عمده ای در زمینه های صنعتی پیدا می کند، ماشینکاری B4C نیز عامل مهمی است. با استفاده از WEDM باید از هدایت الکتریکی پشتیبانی کند. ماشینکاری پلاسمای جرقه زینتر B4C به دلیل وجود امکان پذیر بود فاز رسانای الکتریکی B13C2 و پس از فرآیند پخت فازهایی مانند B8C شناسایی شدند که مسئول هدایت الکتریکی B4C هستند. نتایج نشان داد که فرآیند SPS ماهیت هدایت الکتریکی کافی را برای ماشین B4C فراهم می‌کند. سطح شکستگی تجزیه و تحلیل نشان می دهد که حالت های شکستگی ترانس دانه ای مسئول هستند برای شکست نمونه B4C. در حین مطالعه در مورد واکنش شیمیایی رابط Al-B4C، محققان دریافتند که نمونه های Al-B4C به مدت 160 ساعت در هیچ ناحیه واکنشی را در نواحی رابط نشان نمی دهد، اما آثار کوچکی را نشان می دهد بلورهای AlB2 پیدا شد و افزایش یافت. 
عمده‌ترین ذرات تقویت‌کننده، سرامیک‌های سخت هستند که رابط خوبی با ماتریس ایجاد می‌کنند فاز، بر این اساس [28،37،30] ذکر شده است. در این تجزیه و تحلیل مروری بر روی کامپوزیت های تقویت شده B4C و تجزیه و تحلیل رابط آن با تولید ترکیبات بین فلزی احتمالی [29،31] است. B4C یکی از سخت ترین مواد سرامیکی شناخته شده است و بعد از الماس و CBN  سخت ترین است، قبل از ورود به بخش تجزیه و تحلیل، خوب است که به خواص آن توجه کنید.